# Association française pour l'assurance de la qualité
Créée en 1988, l’association française pour l'amélioration et le management de la qualité (Afaq ou AFAQ) a fusionné en 2004 avec l'Association française de normalisation pour former le groupe Afnor.
La marque Afaq est aujourd'hui gérée par la société Afnor Certification. Cette marque de certification et d’évaluation de systèmes de management est née en 1988 pour contribuer à l’amélioration générale de la qualité, en proposant aux entreprises volontaires la certification ISO 9001.